# オリックス証券
オリックス証券株式会社（オリックスしょうけん、英称：ORIX Securities Corporation）は、かつて存在した証券会社である。

## 沿革
- 1953年（昭和28年）12月 - 茜証券株式会社として、東京で設立
- 1954年（昭和29年）2月 - 営業開始
- 1986年（昭和61年）3月 - オリエント・リース（現オリックス）が資本参加
- 1995年（平成7年）3月 - 茜証券株式会社がオリックス証券株式会社に商号変更
- 1999年（平成11年）9月 - ジェット株式会社を設立
- 1999年（平成11年）11月 - ジェット株式会社が、会社目的を変更のうえ、ジェット証券株式会社に商号変更
- 2009年（平成21年）3月29日 - オリックス証券株式会社が、ジェット証券株式会社を吸収合併（三角合併）
- 2009年（平成21年）10月 - 本店を東京都中央区日本橋人形町1丁目3番8号から日本橋富沢町に移転
- 2009年（平成21年）11月8日 - かざか証券株式会社のオンライントレード事業を、会社分割（吸収分割）により承継
- 2009年（平成21年）12月27日 - 丸八証券株式会社の通信取引事業を、会社分割（吸収分割）により承継
- 2010年（平成22年）1月17日 - 株式交換により、マネックスグループ株式会社の完全子会社となる[1]。
- 2010年（平成22年）5月 - マネックス証券株式会社と合併[2]。

## 主幹事の実績
- 2007年2月 - エーアイテイー (マザーズ)